# Agustín Guzmán
Agustín Guzmán (Virreinato de la Nueva España - 1849, Ciudad de Guatemala, Guatemala) fue un militar mexicano radicado en Quetzaltenango, que fue nombrado como Comandante en Jefe del Ejército del Estado de Los Altos cuando este fue formado el 2 de marzo de 1838. Fue derrotado el 19 de marzo de 1840, fecha en que el Estado de Los Altos dejó de existir oficialmente. En 1848, aprovechando el exilio de Rafael Carrera, formó nuevamente el Estado de Los Altos, siendo presidente provisional del mismo entre el 26 de agosto y el 5 de octubre; al retornar Carrera en 1849, Guzmán se alió con rebeldes guatemaltecos y murió intentado tomar la Ciudad de Guatemala. En Quetzaltenango, es considerado como un héroe militar, y como el héroe de la rendición de Omoa.

## Biografía
Agustín Guzmán llegó a Guatemala como parte del ejército de Vicente Filísola en 1822, cuando la región estaba unida al Imperio Mexicano de Agustín de Iturbide; tras el retiro de las fuerzas mexicanas, Guzmán decidió quedarse en Guatemala y se radicó en Quetzaltenango.
En 1837 se inició la lucha armada contra el régimen de Francisco Morazán, presidente de las República Federal de Centroamérica, entidad política que incluía a Guatemala, Comayagua (posteriormente nombrada Honduras), El Salvador, Nicaragua y Costa Rica. A principios de 1838, José Francisco Barrundia y Cepeda, jefe liberal de Guatemala y enemistado con el gobernador del Estado de Guatemala, doctor Mariano Gálvez, gestionó para llevar a la Ciudad de Guatemala a Rafael Carrera -líder de la revuelta campesina- para combatir al jefe de Estado. Carrera para entonces mostraba ya los rasgos de liderazco y pericia militar que lo caracterizarían.
El 2 de marzo de 1838 fue aceptada por unanimidad en la Asamblea la renuncia del doctor Gálvez, y se iniciaría un período de incertidumbre en el Estado de Guatemala, del que el gran beneficiado sería Rafael Carrera, aunque primero sufriría algunas derrotas. Al caer el gobierno de Gálvez, los representantes criollos de Los Altos aprovecharon para separarse del Estado de Guatemala. El gobernador Valenzuela no pudo hacer nada al respecto, y el congreso de la Federación Centroamericana reconoció al Sexto Estado el 5 de junio de 1838 con una junta de gobierno provisional compuesta por Marcelo Molina Matta, José M. Gálvez y José Antonio Aguilar, mientras que Agustín Guzmán quedó al mando del ejército del Estado. En diciembre de 1838, Molina Matta fue elegido como Gobernador del Estado de Los Altos, y de inmediato empezó a trabajar en el desarrollo del puerto en el Pacífico y en mejorar las relaciones con el gobierno federal en San Salvador. Los indígenas de Occidente, por su parte, acudieron a la ciudad de Guatemala a quejarse de los líderes altenses ladinos, en especial del Jefe Político de Totonicapán, Macario Rodas, y el Comandante Militar, Agustín Guzmán, quienes les habían impuesto cargas fiscales extraordinarias, no habían derogado el impuesto personal impuesto por el gobierno de Gálvez y habían arrebatado gran parte de sus tierras ejidales. En represalia, las autoridades altenses encarcelaron a los quejosos.

### Golpe de Estado de 1839

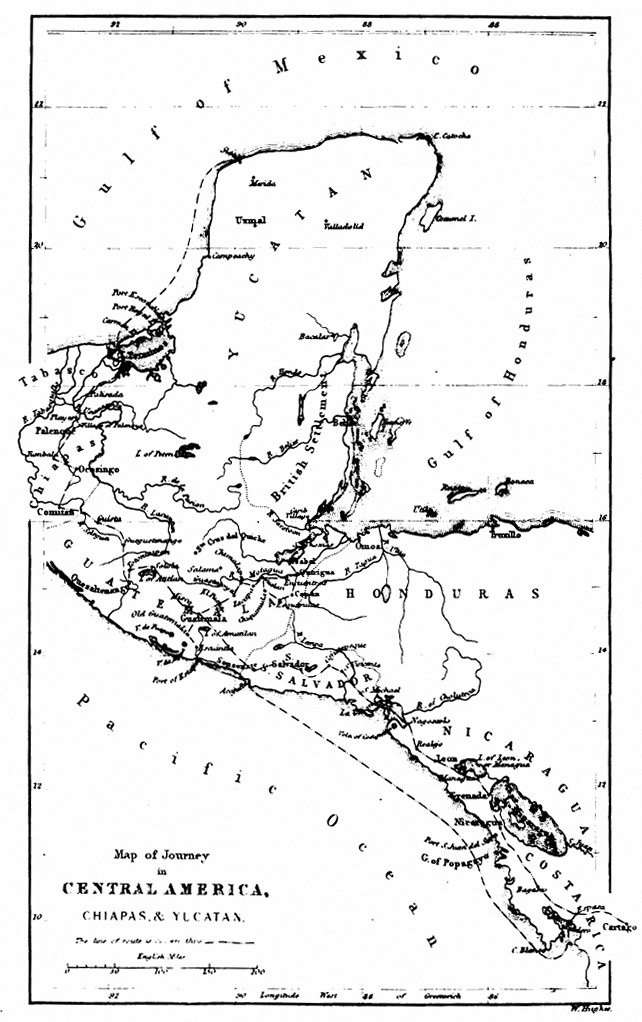
Mapa de Guatemala en 1839. Obsérvese las fronteras no delimitidas con México en Yucatán y Chiapas, y que Belice todavía era un asentamiento inglés.

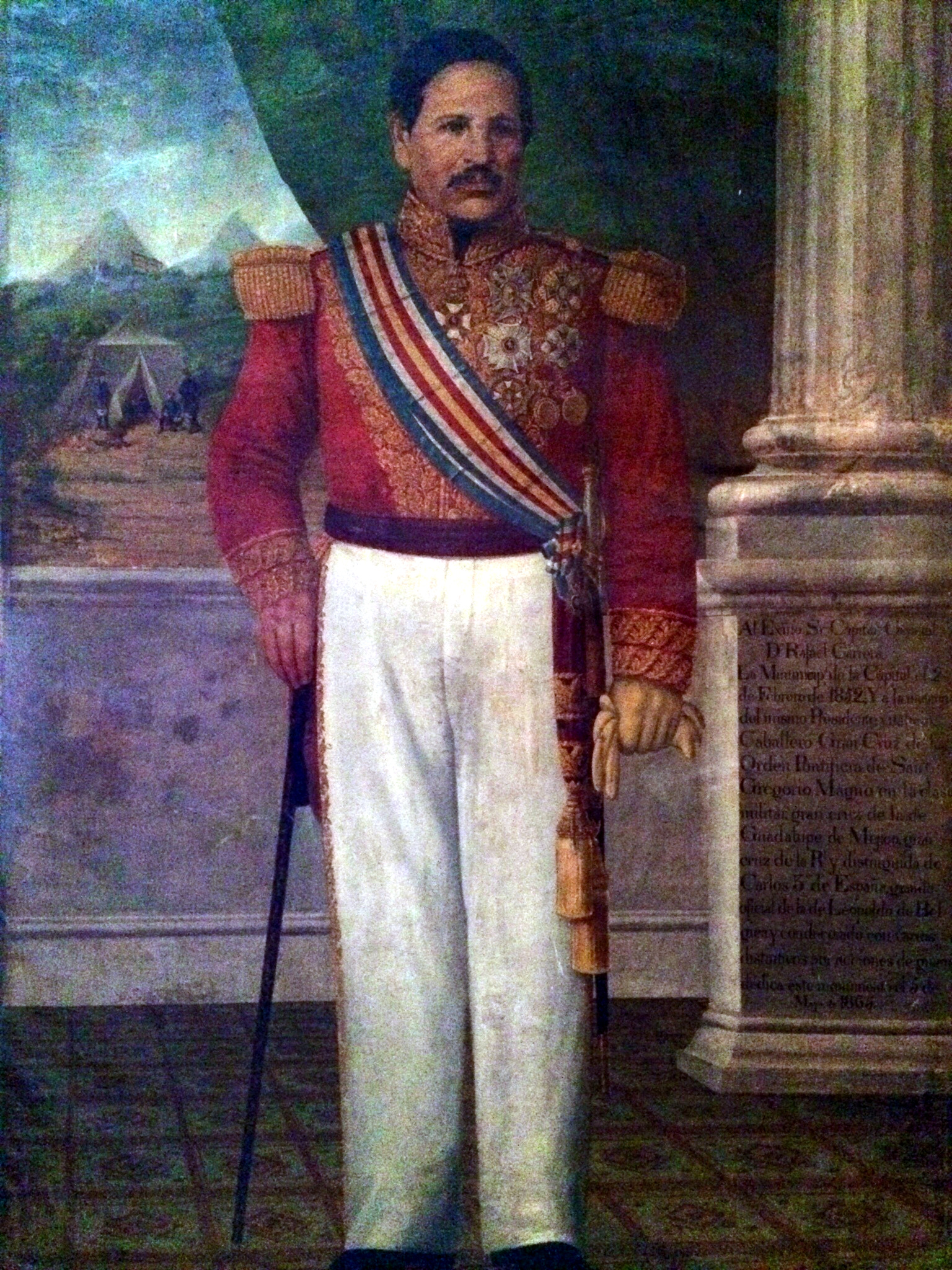
General guatemalteco Rafael Carrera y Turcios.

El 14 de abril de 1838 los conservadores perdieron el poder del Estado de Guatemala, y Carrera fue confinado a las serranías de Mita. Todo se inició con la incursión de las fuerzas liberales de Morazán y José Francisco Barrundia y Cepeda, quienes ingresaron a Guatemala y al llegar a San Sur, ejecutaron a Pascual Álvarez, suegro de Carrera, y colocaron su cabeza en una pica para escarmentar a todos los seguidores de este. Al saberlo, Carrera y su esposa Petrona, que habían salido a enfrentar a Morazán tan pronto como se enteraron de la invasión y se encontraban en Mataquescuintla, juraron que no perdonarían a Morazán ni en la tumba. Tras enviar a varios emisarios, a quienes Carrera no quiso recibir -en especial a Barrundia a quien le informó que no lo recibía para no matarlo- Morazán inició un fuerte ofensiva de tierra arrasada, destruyendo a los pueblos estaban a su paso y despojándolos de su pocos bienes, y obligando a las fuerzas de Carrera a esconderse en las montañas.
Creyendo que Carrera estaba totalmente vencido, Morazán y Barrundia se dirigieron a la Ciudad de Guatemala en fueron recibidos como salvadores por el gobernador Valenzuela y los miembros del Clan Aycinena, quienes incluso propusieron patrocinar uno de los batallones liberales, mientras que Valenzuela y Barrundia pusieron a las órdenes de Morazán los recursos de Guatemala para solventar cualquier problema financiero que tuviera. Los criollos de ambos partidos celebraron hasta el amanecer el hecho de que tuvieran al fin a un caudillo como Morazán, capaz de derrotar a la rebelión del campo. Morazán utilizó los recursos para apoyar a Los Altos y luego sustituyó a Valenzuela por Mariano Rivera Paz, allegado al Clan Aycinena, aunque no le retornó a este los bienes confiscados en 1829; en venganza, Juan José de Aycinena y Piñol votó a favor de la disolución de la Federación Centroamericana en San Salvador un poco más tarde, obligando con ello a Morazán a regresar a El Salvador para luchar por su moribundo mandato federal. En el camino, Morazán incrementó la represión en el oriente guatemalteco, como escarmiento por haber ayudado a Carrera, a quien consideraba vencido.
Sabiendo que Morazán se había ido a El Salvador, Carrera intentó tomar Salamá con la pequeña fuerza que aún le quedaba, pero fue derrotado, perdiendo a su hermano Laureano en el combate. Con apenas unos cuantos hombres logró huir, malherido, hacia Sanarate. Tras recuperarse a medias, atacó a un destacamento en Jutiapa y logró obtener un pequeño botín que le repartió a los voluntarios que lo acompañaban y se aprestó a atacar Petapa, cerca de la Ciudad de Guatemala, en donde triunfó, pero con considerables bajas.
En septiembre de ese año, Carrera intentó un asalto a la capital de Guatemala, pero el general liberal Carlos Salazar Castro lo derrotó en los campos de Villa Nueva, y Carrera tuvo que replegarse nuevamente al oriente del Estado. Tras varios intentos infructuosos de tomar la ciudad y Quetzaltenango, Carrera fue cercado y herido y tuvo que capitular ante Agustín Guzmán. Morazán tuvo la oportunidad de fusilar a Carrera, pero no pudo pues necesitaba del apoyo del campesinado guatemalteco para poder contrarrestar los ataques de Francisco Ferrera en El Salvador; en lugar de eso, se vio obligado a nombrarlo como jefe militar de Mita, pero sin armas. Cuando estaba en Mita, Ferrera lo invitó para reunirse, a lo que accedió; sabiendo que Morazán iba a atacar El Salvador, decidieron que Carrera iba a atacar la Ciudad de Guatemala y para ello Ferrera le dio mil armas y municiones.
Entre tanto, a pesar de las recomendaciones de su allegados de aplastar definitivamente las fuerzas de Carrera, Salazar intentó negociar con este por la vía diplomática. Incluso, para demostrar a Carrera que ni se le temía ni se le desconfiaba, retiró las fortificaciones que había en la capital guatemalteca desde la batalla de Villa Nueva. Aprovechando la buena fe de Salazar y las armas de Ferrera, el 13 de abril de 1839 Carrera tomó por sorpresa la plaza de Guatemala; Salazar Castro, Barrundia y Mariano Gálvez huyeron antes de la llegada de Carrera; Salazar, en camisa de dormir, saltó por los tejados de las casas vecinas y buscó refugio. Después, como pudo, ganó la frontera disfrazado de campesino y huyó de Guatemala. Ya sin Salazar, Carrera restituyó a Mariano Rivera y Paz, como gobernador de Guatemala; Rivera Paz a su vez lo nombró general en jefe del Ejército aunque en realidad era Carrera quien tenía el mando absoluto en Guatemala y se constituyó en un fuerte aliado de Ferrera.

### Invasión y Absorción del Estado de los Altos
Las revueltas indígenas en el Estado de Los Altos alcanzaron su punto crítico el 1.º. de octubre de 1839, en Santa Catarina Ixtahuacán, Sololá, cuando tropas altenses reprimieron una sublevación y mataron a cuarenta vecinos. Encolerizados, los indígenas acudieron a Carrera en busca de protección. Por otra parte, octubre de 1839 la tensión comercial entre Guatemala y Los Altos dio paso a movimientos militares; hubo rumores de que el general Guzmán estaba organizando un ejército en Sololá con la intención de invadir Guatemala, lo que puso a ésta en máxima alerta. A finales de noviembre, cuando Carrera regresó de El Salvador, el gobierno guatemalteco confiscó un cargamento de armas que estaba destinado para Los Altos y, con la ayuda del cónsul británico Frederick Chatfield -que se había mudado a la Ciudad de Guatemala tras tener roces con el presidente federal Francisco Morazán- los miembros del Clan Aycinena iniciaron los preparativos para un ataque a Los Altos.
Los liberales en Los Altos mantuvieron sus duras críticas al gobierno conservador de Mariano Rivera y Paz; tenían incluso su propio periódico: El Popular. Por su parte, los conservadores guatemaltecos atacaban a los altenses en su publicación El Tiempo. Además, como Los Altos era la región con mayor producción y actividad económica del antiguo Estado de Guatemala, los conservadores perdían muchos de los méritos que sostenían al Estado guatemalteco en la hegemonía de Centroamérica. Mientras Carrera se preparaba reclutando voluntarios en la Verapaz, el gobierno de Guatemala intentó llegar a una solución pacífica, y el 18 de diciembre de 1839 apremió al representante de Los Altos en Guatemala a firmar un convenio de paz y amistad; el tratado garantizaba la paz, pero con la condición de que Los Altos tenía que devolver a Guatemala las armas que Agustín Guzmán le había confiscado a Carrera cuando lo apresó en enero de 1839. Mientras los altenses consideraban aceptar el ultimátum guatemalteco, Carrera publicó una proclama en la que llamó a los indígenas de Los Altos a rebelarse en contra del gobierno quetzalteco, lo que provocó revueltas de las que el gobierno guatemalteco se valió en enero de 1840 para decir que los indígenas rogaban a Carrera para salvarlos de la «opresión de los liberales quetzaltecos».
Al mediodía del 20 de enero de 1840, Carrera se dirigió a la frontera con el Estado de Los Altos para esperar al enviado del estado altense con la ratificación del ultimátum y el cargamento de armas; mientras esperaba, arengaba a sus tropas diciéndoles que el enemigo liberal todavía tenía a Quezaltenango sumido en la opresión y la tiranía y que, junto con San Salvador, era el único obstáculo para que retornaran a sus hogares. Para contener una posible invasión de las fuerzas morazánicas desde El Salvador, Carrera envió a Vicente Cruz a guardar la frontera.
El gobierno de Los Altos envió un emisario a Morazán, pero este fue interceptado por las fuerzas de Carrera; entonces, el 22 de enero el general Guzmán declaró la guerra a Guatemala. Tras algunas escaramuzas, los ejércitos se enfrentaron en Sololá el 25 de enero; Carrera venció a las fuerzas del general Agustín Guzmán e incluso apresó a este mientras que el general Doroteo Monterrosa venció a las fuerzas altenses del coronel Antonio Corzo el 28 de enero. El gobierno quetzalteco colapsó entonces, pues aparte de las derrotas militares, los poblados indígenas abrazaron la causa conservadora de inmediato; al entrar a Quetzaltenango al frente de dos mil hombres, Carrera fue recibido por una gran multitud que lo saludaba como su «libertador».
Carrera impuso un régimen duro y hostil para los liberales altenses, pero bondadoso para los indígenas de la región -derogando el impuesto personal- y para los eclesiásticos -restituyendo los privilegios de la religión católica; llamando a todos los miembros del cabildo criollo les dijo tajantemente que se portaba bondadoso con ellos por ser la primera vez que lo desafiaban, pero que no tendría piedad si había una segunda vez. El general Guzmán, y el jefe del Estado de Los Altos, Marcelo Molina, fueron enviados a la capital de Guatemala, en donde fueron exhibidos como trofeos de guerra durante un destile triunfal el 17 de febrero de 1840; en el caso de Guzmán, engrilletado, con heridas aún sangrantes, y montado en una mula. El 26 de febrero de 1840 el gobierno de Guatemala colocó a Los Altos bajo su autoridad y el 13 de agosto de nombró al corregidor de la región, el cual servía también como comandante general del ejército y superintendente.

### Segunda Invasión de Morazán a Guatemala
| «Todo hombre desde la edad de 14 a 50 años se presentará en el término de seis horas a tomar las armas en la casa municipal. El que no se presentara, pasado ese término, será considerado como sospechoso. Se declara la ciudad en estado de sitio.» —Rafael Carrera Tomado de: Hernández de León, F. (16 de marzo de 1959). «El capítulo de las efemérides: Invasión de Morazán». Diario La Hora (Guatemala). |

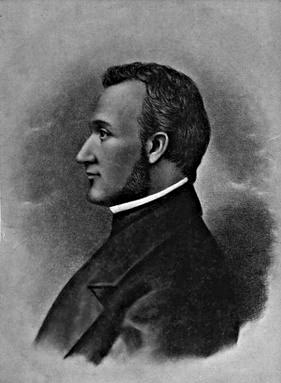
General Francisco Morazán.
Intentó invadir a Guatemala por segunda ocasión en 1840 luego de haber invadido en 1829 y expulsado a los miembros del Clan Aycinena y las órdenes regulares. En 1840 fue vencido por Carrera de manera aplastante, marcando el fin de su carrera en Centroamérica.

El 18 de marzo de 1840, siendo Morazán jefe liberal de la ya moribunda Federación Centroamericana y del Estado de El Salvador, invadió a Guatemala con mil quinientos soldados para vengar el ultraje hecho a los vencidos en Los Altos, pues temía esta acción fuera el golpe final a los esfuerzos liberales de mantener unida a la Federación Centroamericana. En forma similar a su primera invasión en 1829, llegó hasta Barberena prácticamente sin ser molestado y aplicando una estrategia de terror y violencia; ambos bandos se caracterizaban por las atrocidades que cometían por su odio mutuo. Guatemala tenía un cordón de vigilantes desde la frontera con El Salvador; a falta de telégrafo, los hombres corrían llevando los mensajes de última hora. Con la información de estos mensajeros, Carrera urdió su plan de defensa dejando a su hermano Sotero a cargo de tropas que presentarían una leve resistencia en la ciudad.
Carrera fingió huir y llevó al improvisado ejército a las alturas de Aceituno ya que únicamente contaba con cerca de cuatrocientos hombres e igual número de cargas de fusilería, más dos cañones viejos. La ciudad quedó a merced del ejército de Morazán, con las campanas de sus veintidós templos tañendo por socorro divino. Una vez Morazán llegó a la capital, la tomó fácilmente y liberó a Guzmán, pero este no podía caminar por haber estado encadenado por largo tiempo.  A pesar de ello, inmediatamente partió para Quetzaltenango para dar la noticia de que Carrera estaba derrotado; pero carrera Carrera entonces, aprovechando que los enemigos se creían victoriosos, aplicó una estrategia de concentración de fuego en el Parque Central de la ciudad y la complementó con la táctica del ataque sorpresa con la cual provocó grandes bajas al ejército de Morazán para, finalmente, obligar a los sobrevivientes a luchar cuerpo a cuerpo. Ya en tal escenario de combate, los soldados de Morazán perdieron la iniciativa del ataque y su superioridad numérica. Además, desconocían la ciudad en que peleaban y tuvieron que pelear, cargar sus muertos y atender a sus heridos cuando aún resentían el cansancio por la larga marcha desde El Salvador a Guatemala.
De tal suerte que Carrera, para entonces ya un experimentado militar supo plantar cara y batalla a Morazán hasta derrotarlo de manera fulminante, al grado que este, ayudado por Ángel Molina que conocía los callejones al oeste de la ciudad, tuvo que huir con sus predilectos disfrazado y gritando «¡Qué viva Carrera!» por el barranco del Incienso hacia El Salvador, para salvar la vida. En su ausencia, Morazán había sido relevado del cargo de jefe de Estado de ese país, razón por la cual hubo de embarcar hacia el exilio en Perú.
En Guatemala, los salvadoreños sobrevivientes fueron fusilados sin piedad, mientras Carrera estaba fuera en persecución de Morazán, a quien no logró darle alcance. Este lance selló definitivamente el estatus del general Carrera y marcó el ocaso de Morazán.
Por esos años, el antropólogo John Lloyd Stephens estaba en Guatemala como representante de la Corona británica y estuvo en la frontera entre Guatemala y Honduras; Stephens hizo la siguiente descripción de las tropas de Carrera en ese entonces: «las tropas de Carrera habían regresado de San Salvador, y ocupado toda la línea de villas hasta la capital. Eran su mayoría indígenas, ignorantes, intempestivos y fanáticos que no podrían comprender mi carácter oficial, no podían leer mi pasaporte y, en el estado de cosas en que se encontraba el país, podrían tener sospechas de mí. Ya habían cometido grandes atrocidades; no había ni un cura en todo el camino; e intentar proseguir sería exponerme a robo y asesinato. Quería seguir mi camino con muchas ansias, pero hubiera sido una locura proseguir; de hecho, ningun dueño de mulas hubiera aceptado ir conmigo, y me ví obligado a regresar a Chiquimula».

### Aniquilación definitiva del Estado de Los Altos
Cuando Guzmán llegó a Quetzaltenango con la noticia de que Morazán había triunfado en la ciudad de Nueva Guatemala de la Asunción, la élite criolla liberal de la ciudad declaró nuevamente vigente el Estado de Los Altos. Carrera, envió al militar salvadoreño Francisco Malespín a avisar a las comunidades k'iche' y k'achikel que se prepararan nuevamente a combatir a los criollos quetzaltecos, y luego salió para Quetzaltenango decidido a escarmentar a los liberales quetzaltecos. Al conocer esta noticia, la mayoría de los miembros del cabildo salió huyendo y los pocos que quedaron quisieron retractarse y pedir perdón por haber tratado de formar el estado nuevamente. Pero mientras los indígenas de la región perseguían a los criollos que huyeron, Carrera apresó a los miembros del cabildo que se habían quedado y luego los mandó a fusilar, a pesar de que la población altense que murmuraba «¡Masacre! ¡Masacre!»
Carrera confiscó y se llevó a Guatemala la imprenta del Diario de Quetzaltenango y los modernos instrumentos de música de la Banda Marcial. Los miembros liberales del cabildo criollo que fueron fusilados en la Plaza Pública fueron el alcalde, Dr. Roberto Molina Motta, hermano del Jefe del Estado de Los Altos, Marcelo Molina, y los síndicos y concejales.
Como resultado, los criollos liberales quedaron debilitados y mermados, y los conservadores capitalinos atemorizados; pero las poblaciones indígenas de Quetzaltenango se dieron cuenta de que tenían un aliado fuerte en Carrera.
Cuando Carrera regresó a Guatemala a atender a su madre agonizante, los liberales de la ciudad salieron huyendo y el temor hizo presa de los conservadores del Clan Aycinena, pues estaba claro que, de haberlo querido, Carrera hubiera podido llevar a cabo la venganza indígena y aniquilar a todos los blancos. Lo único que evitó una nueva masacre fue el hecho de que Carrera necesitara del dinero del Clan Aycinena para pagarle a sus tropas.

### Intento de resurgimiento del Estado de Los Altos
En 1848, la situación de Guatemala era caótica y los liberales lograron que Rafael Carraera dejara el gobierno de la República de Guatemala, la cual se había constituido el 21 de marzo de 1847.. El 26 de agosto de 1848, durante la breve ausencia de Carrera del poder central, los capitulares quetzaltecos, con el apoyo del Presidente de El Salvador, Doroteo Vasconcelos, y de la facción anticarrerista de Vicente y Serapio Cruz, proclamaron, una vez más, su segregación de Guatemala con Agustín Guzmán como presidente interino y, el 5 de septiembre, eligieron un gobierno interino dirigido por Fernando Antonio Martínez. La existencia del Sexto Estado todavía se prolongó hasta el 8 de mayo de 1849, cuando el general Guzmán fue a entrevistarse con representantes del presidente Paredes a la Antigua Guatemala, momento que fue aprovechado por Rafael Carrera para tomar Quetzaltenango y quedarse en la plaza; para entonces, Carrera ya contaba con el apoyo militar del Corregidor de Suchitepéquez, José Víctor Zavala. El gobierno de Paredes había nombrado al mayor José Víctor Zavala como corregidor de Suchitepéquez para detener a Carrera; pero Zavala, en vez de detener a Carrera, se puso a sus órdenes.
Al saber la noticia, y al enterarse del masivo apoyo de las diferentes etnias indígenas al general Carrera, el presidente Mariano Paredes, tras mucho deliberar con liberales y conservadores, finalmente siguió el consejo del conservador Luis Batres Juarros, quien le hizo ver que combatir a Carrera era abrir un frente en el occidente del país, y dispuso revocar la pena de muerte sobre Carrera y nombrarlo comandante general de las Armas, con autorización para atender a la pacificación de los pueblos conmovidos en el oriente del país, y para dirigir las operaciones militares de la manera que lo creyere conveniente. Ante este decreto, los principales líderes liberales huyeron hacia El Salvador, donde les dio asilo el presidente Doroteo Vasconcelos. Finalmente, Carrera entró triunfalmente en la Ciudad de Guatemala el 8 de agosto de 1849 y Paredes evitó formar un frente occidental combatiendo a Carrera en Quetzaltenango.
Para evitar su captura, Guzmán salió de Guatemala con sus jefes y oficiales a las 11 a. m. del 1 de junio de 1849, mientras que el resto de sus tropas quedó abandonada a su suerte.  Paredes con trescientos hombres salió tras él, pero no pudo darle alcance.  Guzmán llegó a Jutiapa justo cuando León Raimundo, Roberto Reyes y Agustín Pérez atacaban la plaza y llegó a un acuerdo con el que quedó a cargo de Jutiapa y de todo el armamento. Pero Raimundo se dedicó al saqueo y al pillaje, obligando a Guzmán a huir hacia El Salvador, a donde llegó el 10 de junio, y fue recibido por Vasconcelos.  El 5 de julio Paredes derogó la prohibición para que Carrera regresara a Guatemala y Joaquín Durán y el doctor Zeceña fueron comisionados para tratar con el general
Guzmán, entonces, desde El Salvador en donde emitió un comunicado en el que atacaba la «perfidia y la inmoralidad del salvaje Rafael Carrera quien había desgobernado Guatemala en los últimos nueve años». En su comunicado hizo ver que se había ido a El Salvador para retirarse de la vida pública, pero que no podía permanecer impasible ante los hechos que ocurrían en Guatemala y que iba a combatir el retorno de Carrera con la ayuda de El Salvador, Honduras, Nicaragua y el resurgido Estado de Los Altos. Prácticamente se autonombraba el sucesor de Morazán en su empeño de combatir al general Carrera; sin embargo, no logró apoyo suficiente para llevar a cabo sus propósitos.

## Muerte
Guzmán regresó a Guatemala una última vez y en compañía del líder rebelde Agustín Pérez empezaron a combatir las fuerzas guatemaltecas en el oriente del país. Carrera y sus generales salieron a perseguirlos, pero los rebeldes lograron escapar de ellos y se enfilaron directamente a la ciudad de Guatemala, en la cual sólo estaba el coronel Ignacio García Granados con un pequeño contingente de soldados. Avisado de que los invasores estaban ya en Chinautla, a sólo doce kilómetros de la ciudad, García Granados envió una pequeña tropa a la Plaza de Armas con un cañón, mientras él trató de resistir a los rebeldes en el Cerrito del Carmen. García Granados poco pudo hacer contra Guzmán y Reyes, quienes llegaron hasta la casa de Carrera y le prendieron fuego, sabiendo que dentro se encontraba la familia del caudillo guatemalteco, sin dañarlos. Luego de incendiar la casa, se dirigieron al Palacio Presidencial, en la Plaza de Armas, en donde fueron recibidos con fuego del único cañón con que contaban las fuerzas defensoras, quienes gracias a un ardid lograron diezmar a los atacantes. Guzmán fue herido gravemente, y murió poco después, cuando iba huyendo de la ciudad junto con lo que quedaba de sus tropas.  Era el mes de octubre de 1849, en la población de Palencia.
Posteriormente, en 1885, el gobierno del general Manuel Lisandro Barillas otorgó los restos del general Guzmán a la ciudad de Totonicapán, pero por cuestiones administrativas, éstos terminaron en la ciudad de Quetzaltenango asignados a ese lugar por decreto del presidente Barillas del 20 de febrero de 1886; poco después en la ciudad altense se construyó un monumento en su honor.